# ایوان تاجیک
ایوان تاجیک جماعت و شهرکی در شمال تاجیکستان است که در ناحیهٔ کوهستان مست‌چاه ولایت سغد قرار دارد. جمعیت این جماعت ۹٫۹۵۵ نفر است.